# Олеронские свитки
Олеронские свитки (фр. Rôles d'Oléron также известны как Jugements ou Roles d'Oléron, Lois d'Oléron, Charte d'Oléron) — один из старейших и первый в северной-западной Европе официальный сборник норм морского права.

## История
Кодекс был издан герцогиней Алиенорой Аквитанской в период около 1152—1160 годов, после её возвращения из Второго крестового похода, в котором она сопровождала своего первого мужа Людовика VII. Кодекс основывался на Родосском морском законе (Lex Rhodia de iactu), который регулировал средиземноморскую морскую торговлю с античных времён. Вероятно она познакомилась с этим законом в суде Иерусалимского короля Балдуин III, который ввёл этот закон как «Морские ассизы Иерусалимского королевства».
Кодекс носит название острова Олерон, который в XII веке входил в состав герцогства Аквитании (иногда определяют как Гиень — более позднее название территории) и являлся важным торговым центром, где находился морской суд крупнейшей на тот момент в Атлантике гильдии морской торговли.
Помимо Родосского морского закона, основу кодекса составили решения Олеронского морского суда по вопросам торгового мореплавания.